# Lago della Vecchia
Il lago della Vecchia (o, in piemontese, della Veggia; Lac de la Vieille in francese) è un piccolo bacino lacustre situato all'altezza di 1.858 m s.l.m. sotto le pareti del Monte Cresto in Valle Cervo, provincia di Biella. È interamente compreso in una frazione montana del comune di Sagliano Micca, anche se il centro abitato più vicino è quello di Piedicavallo. Il nome del lago deriva da una leggenda locale. Il Lago della Vecchia è stato uno dei laghi alpini più pescosi del Biellese.

## Morfologia e geologia

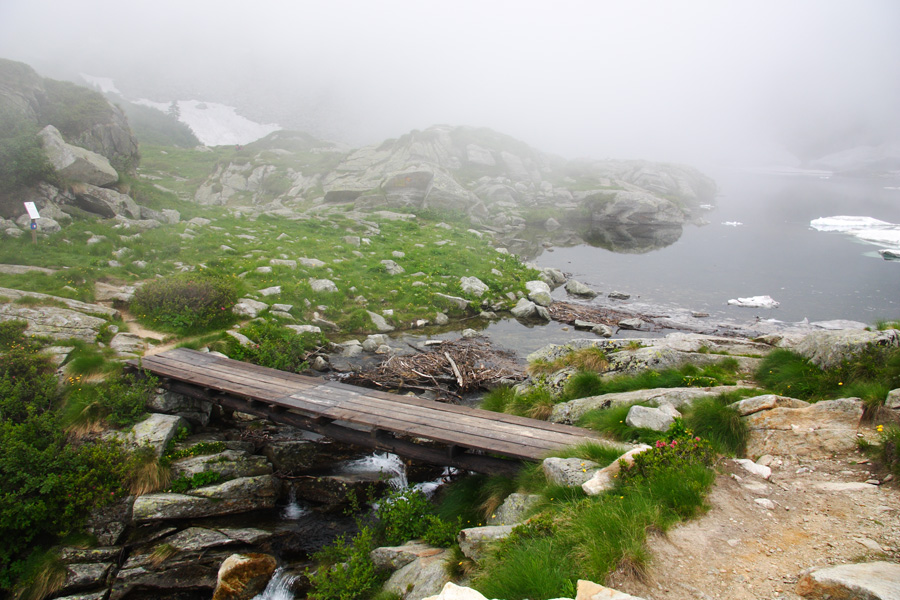
La sorgente del Torrente Cervo

Il Lago della Vecchia è un lago di circo di origine glaciale, del perimetro di km 1,05, con lunghezza massima km 0,3 e larghezza massima km 0,25. Da questo lago nasce il Torrente Cervo, il corso d'acqua più importante del Biellese.

## Leggende del lago

### Leggenda periodo celtico
La prima leggenda nota risale al periodo celtico e racconta di un giovane guerriero innamorato di una bellissima fanciulla. Al momento del matrimonio la sposa attese il guerriero per tutto il giorno e tutta la notte sulla roccia vicina al lago, ma il giovane non arrivò. Quando le dissero che il promesso sposo era stato trovato ucciso in un bosco, la giovane volle dargli sepoltura in fondo al lago e là rimase per tutta la vita a custodire il suo amore, in compagnia di un orso. Diventata vecchia, fu considerata una maga cui rivolgersi per i vari medicamenti e quando morì fu sepolta anch’essa in fondo al lago in modo che i due spiriti innamorati potessero incontrarsi e fondersi.

### Leggenda dominazione romana
La seconda leggenda riguarda il tempo della dominazione romana. Racconta la morte di un re e la ricerca da parte della sposa di un luogo adatto al riposo del suo signore nella solitudine delle Alpi Biellesi. La vedova scelse appunto questo lago e calò la cassa nelle acque rimanendo poi a vegliare l’amato, vivendo in una grotta e nutrendosi di erbe, frutti selvatici e latte di una capretta. Considerata una maga dalla gente del luogo, guarì un fanciullo gravemente malato con i filtri di erbe alpine. La gente iniziò a idolatrarla e alla sua morte la calò in fondo al lago, accanto allo sposo tanto amato.

### Leggenda epoca barocca
La terza leggenda risale al Seicento ed è ambientata a Rosazza. Il promesso sposo di una bellissima ragazza dovette partire all’improvviso per la guerra. La giovane lo attese per molti anni, fino a quando arrivò in paese un giovane di Torino, ricco e affascinante, che iniziò a farle la corte. Sulle prime lei resistette, poi cedette e si fidanzò con il giovane torinese. Il giorno delle nozze in chiesa comparve il fidanzato tradito con addosso un mantello nero che interruppe il matrimonio. La ragazza scappò dalla chiesa e cominciò a vagare per le montagne, in preda al senso di colpa. La trovarono morta presso le sponde del lago, dove la sua anima continua a vagare intonando il lugubre lamento che rimprovera le infedeltà d’amore.

## Nella cultura di massa

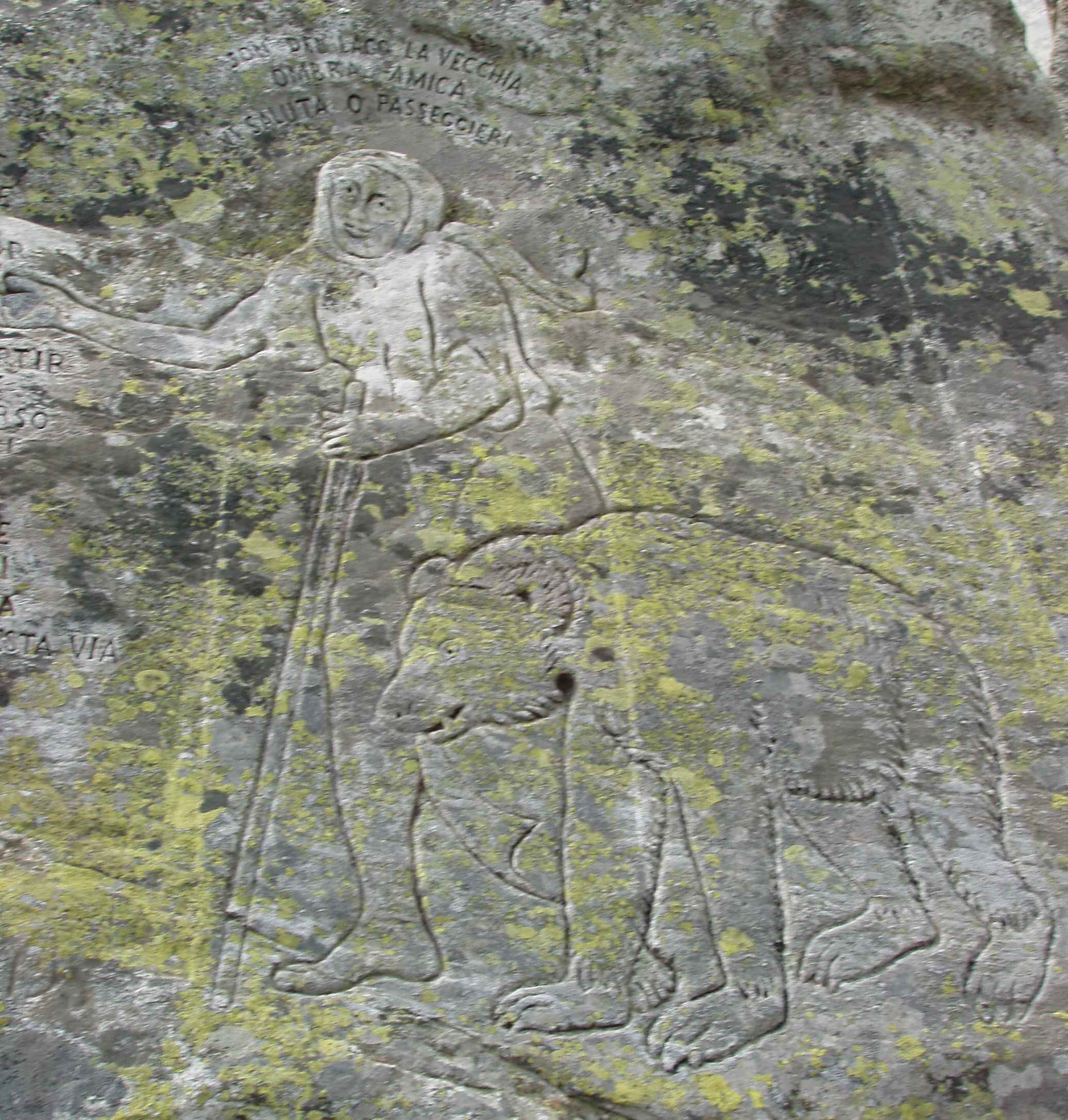
L'incisione rupestre dedicata alla leggenda della vecchia del lago

Nei pressi del lago si trova un masso su cui è incisa la storia della Vecchia e dell'orso suo compagno; l'incisione, voluta da Federico Rosazza e ideata da Giuseppe Maffei, fu realizzata nel 1877 dai due migliori scalpellini di Rosazza: Battista Rosazza Bertina e Angelo Gilardi Giambrav.
Alla leggenda inoltre il gruppo rock-folk biellese Arbej dedicò nel 2001 la canzone La vecchia del lago, decima traccia del CD La mia terra.

## Escursionismo
Il Lago della Vecchia è raggiungibile dal comune di Piedicavallo in circa 2,30 ore di cammino (segnavia E50) tramite una comoda mulattiera, fatta costruire verso la fine dell'800 da Federico Rosazza allo scopo di collegare la Val Cervo alla Valle del Lys (o Valle di Gressoney) in Valle d'Aosta. Il sentiero transita per il Colle della Vecchia (2.185 m).
A 10 minuti di cammino dal lago si trova il rifugio della Vecchia.